# Chiesa di San Giuseppe (Siena)
La chiesa di San Giuseppe è un luogo di culto cattolico di Siena, in via di Fontanella. Oggi è proprietà della Contrada Capitana dell'Onda.

## Storia e descrizione
L'inizio della costruzione dell'edificio è documentato nel 1522, sotto la direzione di Baldassarre Giusti di San Quirico d'Orcia. Committente fu l'Arte dei Legnaioli il cui patrono era appunto San Giuseppe. La costruzione proseguì per tutto il secolo, quando fu completato l'interno dall'impianto a croce greca ed eretta la cupola ottagonale sormontata da una lanterna. La facciata, edificata quasi interamente in mattoni e articolata in due ordini sovrapposti scanditi da lesene, fu ultimata nel 1653 da Benedetto Giovannelli. Sopra il portale spicca il busto di san Giuseppe di Tommaso Redi, realizzato sempre nel 1653.
Nel 1785 le soppressioni leopoldine tolsero la chiesa all'Arte dei Legnaioli e due anni dopo, nel 1787, la chiesa passò alla Contrada dell'Onda, grazie ad un decreto arcivescovile che accolse la richiesta della Contrada di potersi riunire ed officiare le proprie cerimonie religiose in un ambiente più congruo alle loro necessità (fino ad allora la Contrada si riuniva presso l'angusto chiesino di San Salvatore).
L'interno offre un dovizioso patrimonio storico artistico risalente ai secoli XVII, XVIII e XIX. La decorazione affrescata della cupola è stata riferita ad Apollonio Nasini con la Genealogia di San Giuseppe (1735). Più in basso troviamo quattro lunettoni dotati di tele di artisti del Seicento e Settecento. L'altare barocco in stucco risale al 1685 circa e fu scolpito da Giovanni Antonio e Giuseppe Mazzuoli, mentre la statua al centro di San Giuseppe è di Domenico Arrighetti. Nelle due cappelle laterali della chiesa troviamo un crocifisso ligneo barocco del XVII secolo e la Madonna col Bambino e due angeli, di Francesco Bartalini (1594).